# Dzieci kukurydzy III: Miejskie żniwa
Dzieci kukurydzy III: Miejskie żniwa – amerykański horror z 1995 r. w reżyserii Jamesa D.R. Hickoxa. To trzeci film z serii Dzieci kukurydzy, bazującej na opowiadaniu Stephena Kinga. Debiutuje w nim niewymieniona w napisach Charlize Theron.

## Obsada
- Daniel Cerny jako Eli Porter
- Ron Melendez jako Joshua Porter
- Jim Metzler jako William Porter
- Nancy Lee Grahn jako Amanda Porter
- Michael Ensign jako ojciec Frank Nolan
- Mari Morrow jako Maria Elkman
- Jon Clair jako Malcom Elkman
- Duke Stroud jako Earl
- Rif Hutton jako Arnold
- Garvin Funches jako T-Loc
- Charlize Theron jako jedna ze zwolenniczek Eli’ego (niewymieniona w napisach)

## Fabuła
Po śmierci ojca Eli i Joshua przenoszą się z prowincjonalnego Gatlin do Chicago, gdzie zostają adoptowani przez małżeństwo Porterów. Chłopcy z trudem przyzwyczajają się do nowego miejsca, a ich ubrania, dziwne modlitwy Eliego przy stole i walizki pełne kukurydzy przywiezione do miasta, zaskakują nie tylko nowych rodziców ale i sąsiadów. Już pierwszej nocy Eli wymyka się z domu i udaje na pole w pobliżu opuszczonej fabryki, gdzie sadzi przywiezione nasiona.
Nazajutrz w szkole prawie wdaje się w bójkę z T – Lockiem. Szorstko krytykuje też Joshuę za granie w koszykówkę z innymi uczniami. Zniesmaczony stylem życia nowoczesnych dzieci, decyduje się przywołać Tego, który kroczy między rzędami.
Tymczasem jego ojczym William Porter, znajduje pole, na którym Eli posadził kukurydzę i uświadamia sobie, że może być ona świetnie zbywalnym produktem, gdyż rośnie na słabej ziemi, poza sezonem i jest odporna na choroby. Pomimo śmierci żony, którą zabił Eli zamierza na niej zarobić i znajduje sponsorów gotowych mu pomóc w jej sprzedaży. Nie wie jednak o innych właściwościach kukurydzy, która sprawia, że dzieci nią karmione stają się zwolennikami Tego, który kroczy między rzędami.
Kiedy Eli zaczyna wpływać na uczniów szkoły i przejmować nad nimi kontrolę, Joshua uświadamia sobie, że to on zabił ich rodziców, dyrektora szkoły a teraz opanował uczniów. Postanawia go powstrzymać i wyrusza do Gatlin po biblię Tego, który kroczy między rzędami.

## Produkcja
Zdjęcia do filmu rozpoczęły się w grudniu 1993 r. w Los Angeles, a zakończyły 14 stycznia 1994 r.